# Paride Tumburus
Paride Tumburus (Aquileia, 8 marzo 1939 – Aquileia, 23 ottobre 2015) è stato un calciatore e allenatore di calcio italiano, di ruolo difensore o centrocampista.

## Carriera

### Club
Arrivò al Bologna nel 1959, ad appena vent'anni, conquistandosi presto un posto da titolare nella formazione rossoblu. Esordì in Serie A il 1º gennaio 1960 contro il Vicenza, sua futura squadra, restando titolare per tutto il resto del campionato. Dopo due quarti posti consecutivi (1962 e 1963), arrivò lo scudetto del 1964 con la finale-spareggio vinta contro l'Inter.
Tumburus restò un punto fermo dello schieramento petroniano conquistando altri piazzamenti come il secondo posto del 1966, sempre dietro l'Inter, e il terzo del 1967.
Nel 1968 lasciò Bologna dopo nove stagioni e 200 gare: negli ultimi due campionati fu impiegato sempre meno, appena 16 presenze in due stagioni. Trovò nuovamente un posto fisso nella formazione del Lanerossi Vicenza. Dopo la salvezza di misura del 1969, a cui contribuì con il suo record personale di 6 reti (miglior marcatore della squadra), nella stagione successiva scese in campo in una sola occasione, venendo poi ceduto in comproprietà al Rovereto, militante in Serie C.
Nella successiva estate 1971, il suo cartellino fu deciso alle buste: il Vicenza offrì 175 lire, il Rovereto 25 (a titolo di confronto si tenga conto che in quegli anni in Italia un litro di benzina costava circa 160 lire, e un quotidiano 50). Il fatto fece scalpore perché denotava una valutazione offensiva e insensibilità nei confronti della dignità del calciatore, e successivamente l'offerta minima per la risoluzione delle comproprietà fu fissata dalla Lega in centomila lire.
Tumburus chiuse la carriera nelle serie minori, dopo 232 presenze e 10 reti in Serie A.
Ha allenato anche il Pordenone e soprattutto l'Udinese, con cui nel 1981 ha vinto lo scudetto Primavera, il secondo della storia del club in questa categoria. Tumburus, dal 1979 al 1981, ha allenato i bianconeri, ma il sigillo l’ha messo nel 1980-81 quando ha conquistato il tricolore sconfiggendo nella duplice finale del giugno 1981 la Roma. La squadra bianconera in quella stagione disputò 37 gare, segnò 73 reti, subendone solo 22. Ottenne 22 vittorie nonché 9 pareggi e fu sconfitta 6 volte. Era la squadra dei vari Gerolin, Trombetta, Miano.

### Nazionale
Dopo le 4 presenze con una rete nella Nazionale Olimpica, con cui disputò i Giochi olimpici di Roma 1960, e le 5 in Nazionale B, Tumburus esordì in Nazionale maggiore il 2 giugno 1962 contro il Cile ai mondiali cileni. Nei mesi seguenti disputò altre 3 gare in azzurro, sostituito poi definitivamente dall'interista Aristide Guarneri.

## Statistiche

### Cronologia presenze e reti in nazionale
| Cronologia completa delle presenze e delle reti in nazionale ― Italia | Cronologia completa delle presenze e delle reti in nazionale ― Italia | Cronologia completa delle presenze e delle reti in nazionale ― Italia | Cronologia completa delle presenze e delle reti in nazionale ― Italia | Cronologia completa delle presenze e delle reti in nazionale ― Italia | Cronologia completa delle presenze e delle reti in nazionale ― Italia | Cronologia completa delle presenze e delle reti in nazionale ― Italia | Cronologia completa delle presenze e delle reti in nazionale ― Italia |
| Data                                                                  | Città                                                                 | In casa                                                               | Risultato                                                             | Ospiti                                                                | Competizione                                                          | Reti                                                                  | Note                                                                  |
| --------------------------------------------------------------------- | --------------------------------------------------------------------- | --------------------------------------------------------------------- | --------------------------------------------------------------------- | --------------------------------------------------------------------- | --------------------------------------------------------------------- | --------------------------------------------------------------------- | --------------------------------------------------------------------- |
| 2-6-1962                                                              | Santiago del Cile                                                     | Cile                                                                  | 2 – 0                                                                 | Italia                                                                | Mondiali 1962 - 1º turno                                              | -                                                                     |                                                                       |
| 11-11-1962                                                            | Vienna                                                                | Austria                                                               | 1 – 2                                                                 | Italia                                                                | Amichevole                                                            | -                                                                     |                                                                       |
| 2-12-1962                                                             | Bologna                                                               | Italia                                                                | 6 – 0                                                                 | Turchia                                                               | Qual. Euro 1964                                                       | -                                                                     |                                                                       |
| 27-3-1963                                                             | Istanbul                                                              | Turchia                                                               | 0 – 1                                                                 | Italia                                                                | Qual. Euro 1964                                                       | -                                                                     |                                                                       |
| Totale                                                                |                                                                       | Presenze                                                              | 4                                                                     |                                                                       | Reti                                                                  | 0                                                                     |                                                                       |

## Palmarès
- Campionato italiano: 1

Bologna: 1963-1964